# كرويدون الوسطى (دائرة انتخابية في المملكة المتحدة)
كرويدون الوسطى  (بالإنجليزية: Croydon Central)‏ هي إحدى الدوائر الانتخابية في المملكة المتحدة الممثلة في مجلس العموم في برلمان المملكة المتحدة.
عضو البرلمان الذي يمثلها حالياً هو :Mr Andrew Pelling (Con).